# ITPR3
ITPR3 (do inglês, inositol 1,4,5-triphosphate receptor, type 3) é uma proteína humana codificada pelo gene ITPR3. A proteína codificada por este gene é um receptor para o inositol trifosfato e um canal de cálcio.

## Leitura de apoio
- Kline CF, Cunha SR, Lowe JS;  et al. (2008). «Revisiting ankyrin-InsP3 receptor interactions: ankyrin-B associates with the cytoplasmic N-terminus of the InsP3 receptor.». J. Cell. Biochem. 104 (4): 1244–53. PMC 2858327. PMID 18275062. doi:10.1002/jcb.21704
- Oishi T, Iida A, Otsubo S;  et al. (2008). «A functional SNP in the NKX2.5-binding site of ITPR3 promoter is associated with susceptibility to systemic lupus erythematosus in Japanese population.». J. Hum. Genet. 53 (2): 151–62. PMID 18219441. doi:10.1007/s10038-007-0233-3
- Hirose M, Stuyvers B, Dun W;  et al. (2008). «Wide long lasting perinuclear Ca2+ release events generated by an interaction between ryanodine and IP3 receptors in canine Purkinje cells.». J. Mol. Cell. Cardiol. 45 (2): 176–84. PMC 2566512. PMID 18586264. doi:10.1016/j.yjmcc.2008.05.008
- Miyachi K, Iwai M, Asada K;  et al. (2007). «Inositol 1,4,5-trisphosphate receptors are autoantibody target antigens in patients with SjÃ¶gren's syndrome and other systemic rheumatic diseases.». Mod Rheumatol. 17 (2): 137–43. PMID 17437169. doi:10.1007/s10165-006-0555-6
- Tang TS, Guo C, Wang H;  et al. (2009). «Neuroprotective effects of inositol 1,4,5-trisphosphate receptor C-terminal fragment in a Huntington's disease mouse model.». J. Neurosci. 29 (5): 1257–66. PMC 2768402. PMID 19193873. doi:10.1523/JNEUROSCI.4411-08.2009
- Nagaleekar VK, Diehl SA, Juncadella I;  et al. (2008). «IP3 receptor-mediated Ca2+ release in naive CD4 T cells dictates their cytokine program.». J. Immunol. 181 (12): 8315–22. PMC 2756541. PMID 19050248
- Bandyopadhyay BC, Swaim WD, Liu X;  et al. (2005). «Apical localization of a functional TRPC3/TRPC6-Ca2+-signaling complex in polarized epithelial cells. Role in apical Ca2+ influx.». J. Biol. Chem. 280 (13): 12908–16. PMID 15623527. doi:10.1074/jbc.M410013200
- Kasri NN, Holmes AM, Bultynck G;  et al. (2004). «Regulation of InsP3 receptor activity by neuronal Ca2+-binding proteins.». EMBO J. 23 (2): 312–21. PMC 1271747. PMID 14685260. doi:10.1038/sj.emboj.7600037
- Hattori M, Suzuki AZ, Higo T;  et al. (2004). «Distinct roles of inositol 1,4,5-trisphosphate receptor types 1 and 3 in Ca2+ signaling.». J. Biol. Chem. 279 (12): 11967–75. PMID 14707143. doi:10.1074/jbc.M311456200
- Olsen JV, Blagoev B, Gnad F;  et al. (2006). «Global, in vivo, and site-specific phosphorylation dynamics in signaling networks.». Cell. 127 (3): 635–48. PMID 17081983. doi:10.1016/j.cell.2006.09.026
- Roach JC, Deutsch K, Li S;  et al. (2006). «Genetic mapping at 3-kilobase resolution reveals inositol 1,4,5-triphosphate receptor 3 as a risk factor for type 1 diabetes in Sweden.». Am. J. Hum. Genet. 79 (4): 614–27. PMC 1592562. PMID 16960798. doi:10.1086/507876
- Tojyo Y, Morita T, Nezu A, Tanimura A (2008). «The clustering of inositol 1,4,5-trisphosphate (IP(3)) receptors is triggered by IP(3) binding and facilitated by depletion of the Ca(2+) store.». J. Pharmacol. Sci. 107 (2): 138–50. PMID 18544901. doi:10.1254/jphs.08021FP
- Singleton PA, Bourguignon LY (2004). «CD44 interaction with ankyrin and IP3 receptor in lipid rafts promotes hyaluronan-mediated Ca2+ signaling leading to nitric oxide production and endothelial cell adhesion and proliferation.». Exp. Cell Res. 295 (1): 102–18. PMID 15051494. doi:10.1016/j.yexcr.2003.12.025
- Ota T, Suzuki Y, Nishikawa T;  et al. (2004). «Complete sequencing and characterization of 21,243 full-length human cDNAs.». Nat. Genet. 36 (1): 40–5. PMID 14702039. doi:10.1038/ng1285
- Ogasawara H (2008). «The calcium kinetics and inositol trisphosphate receptor properties shape the asymmetric timing window of coincidence detection.». J. Neurosci. 28 (17): 4293–4. PMID 18434505. doi:10.1523/JNEUROSCI.0644-08.2008
- Qu HQ, Marchand L, Szymborski A;  et al. (2008). «The association between type 1 diabetes and the ITPR3 gene polymorphism due to linkage disequilibrium with HLA class II.». Genes Immun. 9 (3): 264–6. PMID 18340361. doi:10.1038/gene.2008.12
- Wu Z, Bowen WD (2008). «Role of sigma-1 receptor C-terminal segment in inositol 1,4,5-trisphosphate receptor activation: constitutive enhancement of calcium signaling in MCF-7 tumor cells.». J. Biol. Chem. 283 (42): 28198–215. PMC 2661391. PMID 18539593. doi:10.1074/jbc.M802099200
- MartÃnez-GÃ³mez A, Dent MA (2007). «Expression of IP3 receptor isoforms at the nodes of Ranvier in rat sciatic nerve.». Neuroreport. 18 (5): 447–50. PMID 17496801. doi:10.1097/WNR.0b013e32805868a6 soft hyphen character character in |autor= at position 6 (ajuda)
- Garcia-Elias A, Lorenzo IM, Vicente R, Valverde MA (2008). «IP3 receptor binds to and sensitizes TRPV4 channel to osmotic stimuli via a calmodulin-binding site.». J. Biol. Chem. 283 (46): 31284–8. PMID 18826956. doi:10.1074/jbc.C800184200
- Sundivakkam PC, Kwiatek AM, Sharma TT;  et al. (2009). «Caveolin-1 scaffold domain interacts with TRPC1 and IP3R3 to regulate Ca2+ store release-induced Ca2+ entry in endothelial cells.». Am. J. Physiol., Cell Physiol. 296 (3): C403–13. PMC 2660268. PMID 19052258. doi:10.1152/ajpcell.00470.2008